# Crònica d'Irlanda
La Crònica d'Irlanda és el nom modern amb què es coneix la hipotètica col·lecció d'annals eclesiàstics que recullen fets històrics d'Irlanda des de l'any 432 fins al 911.
Existeixen força obres que han sobreviscut i comparteixen la mateixa seqüència i paraules, fins al 911, quan continuen en narratives separades. Aquestes inclouen els Annals d'Inisfallen, Annals d'Ulster, Chronicon Scotorum, Annals de Clonmacnoise, Annals de Tigernach, Annals de Roscrea, Annals de Boyle, i els Annals fragmentaris d'Irlanda. La Crònica d'Irlanda representa una solució de consens dels investigadors enfront del problema dels evangelis sinòptics gaèlics.

## Format
Els esdeveniments estan llistats en entrades independents sota una capçalera anual. Moltes d'aquestes entrades només disposen d'una o dues frases, i alguns anys només en contenen una o dues entrades. La incursió dels vikings a l'abadia d'Iona l'any 806, en què tota la població de l'abadia va ser massacrada, només es recull breument: 
| « | La comunitat d'Iona va ser assassinada pels gentils, això és seixanta-vuit" (referint-se al nombre de morts). | » |

## Autoria
No existeix una evidència directa de la identitat dels successius autors de l'obra, però els investigadors estan segurs que va ser un treball d'annalistes que treballaven en esglésies i monestirs, i intencionadament dirigit a l'audiència eclesiàstica. La versió de la crònica en què annalistes i cronistes treballaven va ser escrita en diferents llocs i moments; l'evidència més antiga se'n calcula cap a 563 a l'abadia d'Iona, seguint fins al 642. Al voltant de 639, una altra crònica d'origen incert es va iniciar en algun lloc sumant-se a la crònica d'Iona a la segona meitat del segle vii, aleshores segueix sense interrupcions fins a aproximadament el 740. Des d'aquest any a 911, l'annalista de la crònica va estar treballant en les terres mitjanes irlandeses, probablement a la província de Brega (de vegades Breagh), però és molt possible que fos el monestir de l'abadia de Clonard. Alguns investigadors creuen que el compendi va ser traslladat a Armagh a començaments del segle ix, però és una teoria encara molt discutida.
Després del 911, els descendents de la crònica es divideixen en dues branques; l'una a Armagh, que s'integra en els Annals d'Ulster; i una segona coneguda com a grup de Clonmacnoise, que inclou els Annals de Clonmacnoise (versió anglesa), Annals de Tigernach (fragmentaris), Chronicon Scotorum (un abreujament de Tigernach), i els Annals dels quatre mestres. La majoria d'escrits que van sobreviure al contingut originari (ara perdut) procedeixen de la crònica de Clonmacnoise.

## Contingut
Un gran nombre d'entrades de les cròniques són obituaris. La causa de la mort és per als annalistes de l'època un indicador de «qualitat espiritual» del mort; i sentien la necessitat d'indicar si la persona en qüestió aniria al Paradís o a l'Infern.
A partir de l'any 800, encapçalen un bon nombre d'entrades, els registres sobre nombroses incursions dels vikings. D'altres inclouen observacions sobre esdeveniments astronòmics, com un eclipsi solar que va tenir lloc el 29 de juny de 512. També apareixen en la crònica altres esdeveniments aliens a Irlanda, durant algun període entre el segle viii i IX, cronològicament afí a uns certs fets a l'Anglaterra anglosaxona, i de vegades molt més detallat que en la Crònica anglosaxona.

## Cronologia
A la meitat del segle vii, l'esquema cronològic i la majoria de testimonis de la història anterior a l'any 400, es basaven en el sistema de la crònica de Rufino d'Aquileia que va escriure a començaments del segle v, tenint com a referència el dia festiu 1 de gener.